# Isole Amami
Le Isole Amami (奄美諸島?, amami shotō) sono un gruppo di isole del Giappone meridionale situate nella zona centro-settentrionale del grande arcipelago delle Ryūkyū. L'amministrazione ricade sotto la giurisdizione della Prefettura di Kagoshima, il cui capoluogo Kagoshima si trova nella grande isola di Kyūshū.
L'arcipelago consiste delle seguenti isole:
- Amami Ōshima (奄美大島)
- Kikaijima (喜界島)
- Kakeromajima (加計呂麻島)
- Yoroshima (与路島)
- Ukeshima (請島)
- Tokunoshima (徳之島)
- Okinoerabujima (沖永良部島)
- Yoronjima (与論島)